# جان نیوبی
جان نیوبی (انگلیسی: Jon Newby؛ زادهٔ ۲۸ نوامبر ۱۹۷۸) بازیکن فوتبال اهل بریتانیا است.
از باشگاه‌هایی که در آن بازی کرده‌است می‌توان به باشگاه فوتبال مورکم، باشگاه فوتبال کرو آلکساندرا، باشگاه فوتبال رکسهام، باشگاه فوتبال نورتویچ ویکتوریا، باشگاه فوتبال شفیلد یونایتد، باشگاه فوتبال کیدرمینستر هاریرس، باشگاه فوتبال کارلایل یونایتد، باشگاه فوتبال کولوین بای، باشگاه فوتبال یورک سیتی، باشگاه فوتبال لیورپول، باشگاه فوتبال بری، و باشگاه فوتبال ساوتپورت، باشگاه فوتبال هادرزفیلد تاون، باشگاه فوتبال بارتون آلبیون، باشگاه فوتبال بری، و باشگاه فوتبال بری، و باشگاه فوتبال وارینگتون تاون اشاره کرد.